# Chiesa di Cristo Re (Paternò)
La chiesa di Cristo Re (anticamente chiesa del Purgatorio) è una chiesa di Paternò, provincia di Catania.

## Storia
La costruzione dell'edificio risale al 1884 e sorse come oratorio dedicato alle "anime del Purgatorio", da cui prende il nome la piazza in cui ha sede, la piazza del Purgatorio, in pieno centro storico di Paternò.
Eretta a parrocchia nel 1954, da allora la chiesa assunse la attuale denominazione che si riferisce a Cristo Re.

## Descrizione
Realizzata in stile neobarocco con elementi neoclassici, la facciata della chiesa presenta un unico portone rettangolare su cui vi è incisa la scritta A Cristo Re Onore e Gloria, al di sopra del quale si trovano una finestra ed un orologio.
Il prospetto è completamente bianco ed è caratterizzato dalla presenza di quattro mosaici raffiguranti san Pietro, san Paolo, san Giovanni Battista e san Michele arcangelo, realizzati nel 1939, quando furono effettuati lavori di ampliamento dell'edificio.
L'edificio ha pianta ottagonale con sviluppo longitudinale, accentuato in senso prospettico dal lungo vano centrale absidato e da un ampio avancorpo d'ingresso a pianta rettangolare, che dilata trasversalmente lo spazio. 
Notevoli le decorazioni interne: la chiesa presenta al suo interno quattro mosaici raffiguranti sant'Antonio da Padova, san Giuseppe, la Madonna Mediatrice e la Crocifissione di Cristo, questi ultimi due posti ai lati dell'altare maggiore.